# Pregiudizio etnico
Il pregiudizio etnico consiste in un atteggiamento di rifiuto o di ostilità verso un particolare gruppo etnico presente nella società, o verso un individuo ad esso appartenente.

## Definizione
Per pregiudizio etnico, riprendendo la definizione di Teun Van Dijk, si intende "un tipo specifico di attitudine negativa condivisa dai membri di un gruppo dominante nei confronti di un gruppo minoritario".
Tali gruppi si differenziano sulla base di caratteristiche fisiche e culturali, di religione, di lingua, di costumi e di tradizioni, cioè dal punto di vista etnico e razziale.
Tre sono le caratteristiche sociocognitive generali che Van Dijk attribuisce al pregiudizio etnico:
- diversità: gli stranieri, gli immigrati sono diversi da noi, hanno lingua, religione, costumi differenti e si comportano diversamente;
- minaccia: essi costituiscono una minaccia non solo per le risorse economiche e culturali, ma, a causa del loro numero, anche per la nostra stessa sicurezza e per la nostra identità culturale;
- competizione: essi arrivano nel nostro paese, occupano i nostri spazi e si prendono le nostre risorse.[1]

## Approcci analitici al pregiudizio etnico
I principali approcci concernenti lo studio del pregiudizio etnico, consolidatisi e sviluppatisi fino agli anni ottanta, sono: l'approccio storico/materialista, l'approccio socioculturale e situazionale, l'approccio psicodinamico e l'approccio fenomenologico .

### Approccio storico/materialista
Secondo tale approccio, il pregiudizio etnico è causato dalla competizione tra gruppi etnici per il possesso di risorse. La sua funzione primaria consiste nel controllare i lavoratori stranieri e nel legittimare lo sfruttamento del loro lavoro sostenendo la loro inferiorità; in questo modo il pregiudizio servirebbe a difendere gli interessi della classe dominante. Inoltre, la teoria marxista respinge qualunque riferimento di natura psicologica per spiegare il pregiudizio, in quanto considera quest'ultimo un modo di concepire la realtà sociale, di comportarsi e di pensare, inventato dalle classi sfruttatrici per giustificare la rapina delle risorse naturali dei popoli definiti inferiori e incivili.
Il pregiudizio etnico, dunque, si fonda sulla differenza di classe ed è intrinsecamente connesso al sistema capitalistico, in quanto ne rappresenta una delle logiche fondamentali di funzionamento.

### Approccio socioculturale e situazionale
Questo approccio prende in esame l'atteggiamento prevenuto che si può sviluppare all'interno di un determinato contesto sociale e l'importanza che assumono in esso le tradizioni, il tipo di contatto tra i vari gruppi e la loro numerosità. Negli anni quaranta e cinquanta, il sociologo nordamericano Arnold Rose realizza degli studi sul pregiudizio nella città di New York. Egli sostiene che, nelle città moderne, la gente desidera stabilire rapporti amichevoli, ma questa aspirazione è ostacolata dal sistema di lavoro industriale, che elimina dalla vita del singolo il tempo libero e gli impedisce di scegliere gli amici secondo il criterio dell'affinità e della simpatia reciproca. L'assenza di rapporti amichevoli e la frustrazione derivante dall'incapacità di realizzare le proprie aspirazioni, procurano insicurezza negli abitanti della metropoli. Questo senso di disagio e insoddisfazione induce il cittadino a proiettare tutte le qualità negative su alcuni gruppi della società, che vengono così ad incarnare il male esistente nella società e diventano oggetto di odio e pregiudizio.

### Approccio psicodinamico
Le impostazioni che condividono questo approccio concentrano la propria attenzione sulla natura dell'essere umano. Il pregiudizio non dipende infatti dall'oggetto ma dal carattere del soggetto. Questa teoria sostiene quindi l'importanza della struttura del carattere, ritenendo che solo determinate persone sviluppano il pregiudizio: si tratta di persone insicure ed ansiose, per le quali un modello di vita improntato sull'autoritarismo è preferibile a un atteggiamento più democratico. In questa prospettiva si attribuisce molta importanza all'educazione familiare e ai rapporti con i genitori. Infatti, l'ostilità verso l'out group è causata dalle privazioni subite nell'infanzia, dalla frustrazione del soggetto che non riesce a realizzare i fini che si è preposto, e da una personalità debole. La privazione e l'ansietà conducono il soggetto a rivolgere i propri pregiudizi verso un capro espiatorio. Certi gruppi sembrano fungere meglio di altri a tale scopo. Si tratta generalmente di gruppi sociali percepiti come minaccia nel loro insieme, di natura razziale o etnica differente da quella del soggetto portatore di pregiudizio.

### Approccio fenomenologico
Secondo questa prospettiva analitica il comportamento di un individuo deriva dal modo in cui giudica una situazione che lo interessa, da ciò che percepisce rispetto ad essa. La relazione con "l'altro" si costruisce all'interno di un universo sociale in cui la dimensione del "noi" si intreccia con quella della propria esistenza personale. Non nasce quindi sulla base dell'unicità dell'"altro", ma sul modello di comportamento di cui egli è portatore. Grazie a questa tipicità l'individuo è in grado di assegnarlo ad una determinata categoria sociale, la quale lo guida nella costruzione di una relazione appropriata.

## Contributi più recenti allo studio del pregiudizio etnico
Gli approfondimenti concernenti lo studio del pregiudizio etnico, elaborati a partire dagli anni novanta, sono caratterizzati dall'ottica multidisciplinare con la quale si accostano all'oggetto di analisi. Questi studi si avvalgono infatti di apporti derivanti dalla sociologia, dalla psicologia, dall'antropologia e si avvalgono degli approfondimenti teorici precedenti ormai affermati. Tra questi ultimi, di particolare interesse e rilevanza, è uno studio condotto da Teun Van Dijk che affronta la tematica del pregiudizio etnico secondo una prospettiva alquanto originale.

### Il contributo di Van Dijk
Lo scopo principale di Van Dijk è quello di esaminare le modalità attraverso cui le élite al potere assicurano la riproduzione dei pregiudizi nella società. In primo luogo, egli chiarisce che la maggior parte della popolazione ha la possibilità di intervenire in modo attivo solamente nelle conversazioni quotidiane con i membri della propria famiglia, con gli amici, con i colleghi di lavoro e con coloro con i quali entra in contatto; nella maggioranza del tempo dunque queste stesse persone ascoltano discorsi in maniera passiva. Sono queste le informazioni veicolate attraverso i mass media, i discorsi politici, l'educazione scolastica e tutti i canali che non prevedono un feed back paritario con l'audience; non è prevista una risposta da parte dell'utente, ma solo una ricezione passiva. L'influenza della comunicazione è garantita proprio dal carattere univoco del messaggio che spesso conduce il ricettore a non accorgersi delle strategie di manipolazione semantica e linguistica presenti nel discorso. Van Dijk insiste nel sottolineare il ruolo dei gruppi di potere della società nel formare la base di credenze che ogni persona possiede, e nel diffondere stereotipi e pregiudizi. Il mezzo prioritario che permette alle élite di veicolare messaggi è il discorso. Vi sono due tipi di discorso atti alla riproduzione del pregiudizio: quello di una maggioranza verso una minoranza e quello tra i membri di una maggioranza nei confronti di gruppi etnici minoritari. Il primo può direttamente sviluppare strategie di attacco e di esercizio del potere; il secondo è più sottile e indiretto nel persuadere a far proprio un pregiudizio. Le diverse élite della società, del mondo economico, politico, intellettuale e della comunicazione, forniscono le formulazioni iniziali di una cornice ideologica sottilmente persuasiva. I suoi elementi fondamentali sono costituiti dalle seguenti convinzioni: diversità, minaccia, competizione, problemi, aiuto e presentazione di sé.
In conclusione, Van Dijk considera di fondamentale importanza, nella società contemporanea, il ruolo delle élite, ovvero dei gruppi di potere. Questi ultimi, avendo come obiettivo principale il mantenimento del dominio, tendono a relegare in una posizione subordinata le minoranze considerate una minaccia al loro potere. Per garantire la diffusione tra le masse dei pregiudizi essenziali per instaurare questo meccanismo di discriminazione, le élite si servono di vari canali comunicativi .